# 第34回全国高等学校ラグビーフットボール大会
第34回全国高等学校ラグビーフットボール大会（だい34かいぜんこくこうとうがっこうラグビーフットボールたいかい）は、1955年（昭和30年）1月に西宮球技場で開催された全国高等学校ラグビーフットボール大会である。

## 参加チーム
- 北見北斗（北海道）（2年ぶり5回目）
- 盛岡工（岩手県）（5年連続5回目）
- 秋田工（秋田県）（9年連続21回目）
- 保善（東京都）（2年連続6回目）
- 慶應（神奈川県）（3年連続13回目）
- 魚津（富山県）（3年連続3回目）
- 瑞陵（愛知県）（初出場）
- 洛北（京都府）（初出場）
- 天王寺（大阪府）（3年ぶり13回目）
- 兵庫（兵庫県）（8年ぶり9回目）
- 大嶺[1]（山口県）（初出場）
- 松山商（愛媛県）（2年ぶり2回目）
- 修獣館（福岡県）（3年ぶり5回目）
- 上野丘（大分県）（3年連続3回目）
- 熊本工（熊本県）（4年連続5回目）
- 前年度優勝校:福岡（福岡県）（3年連続19回目）

## 試合結果

### 1回戦
- 修獣館6-8 秋田工
- 洛北0-8 保善
- 天王寺 14-8北見北斗
- 福岡 16-0松山商
- 兵庫11-14 瑞陵
- 慶應 27-3魚津
- 熊本工 18-0大嶺
- 盛岡工 17-0上野丘

### 2回戦
- 秋田工 29-3保善
- 天王寺3-14 福岡
- 瑞陵3-27 慶應
- 熊本工3-3 盛岡工（抽選で盛岡工が勝ち抜け）

### 準決勝
- 秋田工 9-0福岡
- 慶應 11-5盛岡工

### 決勝
慶應が22大会ぶり2回目の優勝を果たした。
- 慶應 6-5秋田工